# Явления в Гарабандале
Явления в Гарабандале — серия событий в испанской деревне Сан-Себастьян-де-Гарабандал на северо-западе Испании. По уверениям четырёх школьниц с 1961 года по 1965 год им являлся вначале архангел Михаил, а затем и Божия Матерь. Католической церковью подлинными в настоящее время не признаны.
Тысячи испанцев и иностранцев посещали Гарабандал, интересуясь явлениями Богоматери. Происходящее множество раз фотографировалось и снималось на киноплёнку.
Начиная с 18 июня 1961 года, четырём девочкам по их уверениям в течение нескольких дней являлся ангел. 1 июля он сказал, что на следующий день к ним явится Пресвятая Дева Мария.
Имена и возраст визионерок:
Мария Лоли Масон (Mari Loli Mazón) 12 лет,
Хасинта Гонсалес (Jacinta González) 12 лет,
Мария Крус Гонсалес (Maricruz González) 11 лет и
Кончита Гонсалес (Conchita González) 12 лет.
Начиная со 2 июля 1961 года Богородица являлась девочкам в образе, известном как «Божия Матерь Горы Кармель».
Явления продолжались до субботы, 13 ноября 1965 года, когда Кончита Гонсалес видела Богородицу в последний раз.

## Явления
По словам девочек, целью явлений был призыв к «обращению сердец». В контексте явлений Богоматери «обращение» вовсе не означает
обращение в католичество, скорее это призыв обратиться к Богу, покаяться в своих грехах и подражать Христу.
Девочки сообщили, что получили два «послания», одно получено непосредственно от Богоматери, а другое — от Богоматери через архангела Михаила.
Первое послание, обнародованное 18 октября 1961 года всеми четырьмя девочками, гласит:

Мы должны много каяться
и приносить много жертв.
Мы должны часто посещать Бога,
находящегося в храме под видом Святых Даров.
Но более всего мы должны быть добрыми.
Если мы не сделаем этого,
то будем наказаны.
Чаша терпения уже наполняется,
и если мы не изменимся,
то нас ожидает большое наказание.
Оригинальный текст (англ.)
We must make many sacrifices, perform much penance, 
and visit the Blessed Sacrament frequently. 
But, first, we must lead good lives. 
If we do not, a chastisement will befall us. 
The cup is already filling up and, 
if we do not change, a very great 
chastisement will come upon us.

Послание от 18 октября 1961 года 

Harry Daley. Miracle at Garabandal.
Chapter 3. (англ.)

Божия Матерь просила огласить это послание в дверях Гарабандальской церкви собравшимся перед церковью людям, но епархиальная комиссия, в то время уже работавшая над исследованием явлений, запретила девочкам сделать это в деревне
и отослала их читать послание в сосновую рощу, где происходило само явление
Богоматери.
Второе послание по словам визионерок было получено 18 июня 1965 года Кончитой Гонсалес от Богоматери через Архангела Михаила:

Так как Моё послание от 18 октября 1961 года не было выполнено
и не было сообщено миру,
Я объявляю вам о том,
что это Моё последнее послание.
Чаша терпения уже наполнилась.
Сейчас она переполняется.
Многие кардиналы,
многие архиепископы и священники
идут по дороге к гибели
и ведут за собой многие души.
Святые Дары почитаются всё меньше и меньше.
Вы должны отвратить от себя гнев Бога своими усилиями.
Если вы со всей искренностью
попросите у Бога прощения,
то Он простит нас.
Я, ваша Мать,
через посредничество Архангела Михаила,
умоляю вас исправить вашу жизнь.
Сейчас вы получаете последнее предупреждение.
Я очень люблю вас и не хочу,
чтобы вы были осуждены.
Молитесь со всей искренностью,
и дастся вам.
Вы должны быть более жертвенны.
Думайте о страстях Господних.
Оригинальный текст (англ.)
As my message on October 18, 1961, 
has not been complied with and has not been made known, 
I am advising you that this is the last one. 
Before, the cup was filling up, now it is overflowing. 
Many cardinals, many bishops and many priests are 
on the road to perdition and taking many souls with them. 
Less and less importance is being given to the Eucharist. 
You should turn the wrath of God away from yourself by your efforts. 
If you ask Him for forgiveness with a sincere heart, 
He will pardon you. I, your Mother, 
through the intercession of St. Michael the archangel, 
ask you to amend your lives. You are now receiving the last Warnings. 
I love you very much and do not want your condemnation. 
Pray to us with sincerity and we will grant your requests. 
You should make more sacrifices. Think about the passion of Jesus.

Послание от 18 июня 1965 года 

Harry Daley. Miracle at Garabandal.
Chapter 3. (англ.)

## Ответственность церковной иерархии
В одной из самых первых книг о Гарабандальских явлениях, автор книги Санчес-Вентура,
при публикации второго послания, не решился сообщить о многих кардиналах и архиепископах, идущих в погибель. Вместо вышеприведённого текста, в его книге соответствующее предложение звучало:
«Многие священники
идут по дороге к гибели
и ведут за собой многие души».
Кончита же многократно подтвердила, что Богородица действительно сказала о многих кардиналах, архиепископах и священниках,
идущих в погибель и ведущих туда за собой души верящих им.
Некоторые приверженцы Гарабандала считают, что слова относятся к скандалу о сексуальных злоупотреблениях клириков Римско-Католической церкви. Количество злоупотреблений увеличилось в 60-х годах, достигло своего пика к концу 70-х годов, снизилось в 80-х годах и в конце 90-х годов вернулось на уровень
50-х.
Девочки утверждали, что Богоматерь подтверждала важность и ответственность священства и во время явлений Она уделяла особое внимание
священникам. После окончания многолетней (7 лет) работы епархиальной комиссии по исследованию явлений епископ Дель Валь Гальо (del Val Gallo) так выразился по этому поводу:

Вопрос: Были ли найдены Гарабандальские «послания» богословски правильными
и в соответствии с учением Католической Церкви? 

Ответ: Я думаю, да. Богословски правильные, да.
Но одна из деталей беспокоит меня, подобно следующей:
«Многие епископы и кардиналы идут путём погибели», мне кажется это слишком сурово.
«Послания» не содержат ничего противного учению Церкви.
Оригинальный текст (англ.)
Question: Were the Garabandal Messages found to be 
theologically correct and in accordance to the teachings of the Catholic Church? 

Answer: I think yes. Theologically correct, yes. But one of the details bothers me like the one: 
«Many bishops and cardinals are walking the path of perdition» it seems to me to be a bit severe. 
The Messages do not say anything that is against the doctrine of the church.

Интервью с епископом Дель Валь Гальо в июне 1992 года 

Interview with Bishop del Val Gallo. (англ.)

## Маленькое чудо
Одно маленькое «чудо» было показано многочисленным свидетелям явлений ранним утром 19 июля 1962 года.
Хорошо известный кадр документальной съёмки, который можно найти почти во всех книгах о Гарабандале и на многих веб-сайтах,
запечатлел Кончиту, у которой на языке вдруг появились Святые Дары. Девочки утверждали, что Архангел Михаил много раз причащал их.
Действительно, иногда во время явлений движение их губ и языка давали точное представление о том, что девочки в это время причащались. Всё это было заснято на киноплёнку. По просьбе Кончиты Божия Матерь согласилась сделать Святые Дары видимыми для всех
и Кончита объявила об этом за 15 дней. Утром 19 июля 1962 года во время очередного принятия Кончитой Причастия из чаши Ангела Святые Дары действительно стали видимы на мгновенье. Это было заснято кинокамерой.
Помимо двух «посланий», Божия Матерь сообщила девочкам о грядущих: «предупреждении», «чуде» и «наказании».
Ничто из этого пока не исполнилось.

## «Предупреждение» / «Приготовление»
Вначале мир получит предупреждение, приготавливающее нас к наступлению конца (Кончита считает, что слово «предупреждении» звучит слишком угрожающе,
так как цель этого события — подготовить нас):

«Предупреждение», которое будет предшествовать
великому «Чуду», будет ощущаться каждым человеком.
Независимо от того, где они находятся в это время,
люди найдут себя в полном одиночестве
со своею совестью перед Богом.
Они увидят все свои грехи независимо от их
принадлежности к какой-либо религии или безверия.
Каждый будет испытывать это в одно и то же время,
хотя каждый будет иметь различную картину перед собой,
потому что наши грехи различны.
Никто не получит физического вреда от явления,
если только от шока, вызванного им.
Это будет только приготовление, подобно очищению перед «Чудом».
Я не знаю, когда это случится, кроме того,
что это будет перед «Чудом».
Оригинальный текст (англ.)
The Warning that is to precede this great 
Miracle will be felt by everyone in the world. 
No matter where they are at that time, they will find themselves all alone, 
with their consciences before God. 
They will see all their sins and what their sins have caused, 
no matter what religious or nonreligious beliefs they have. 
Everyone will experience this at the same time. 
Yet everyone will have a different view because our sins are different. 
No one will be physically harmed, unless by shock. 
It will be only a Warning, like a purification before the Miracle. 
I don't know when this will occur, except that it will be before the Miracle.

Кончита вспоминает события.
Conchita recalls events. 

Harry Daley. Miracle at Garabandal. Chapter 3. (англ.)

«Предупреждение» придёт для того, чтобы
очистить нас для «Чуда»,
и оно подобно катастрофе,
которая будет ощущаться нашей совестью.
Мы вспомним о мёртвых в том смысле,
что мы предпочтём лучше оказаться среди умерших,
чем терпеть такое «предупреждение».
Оригинальный текст (англ.)
The Warning will come to purify us for the Miracle, 
and it is like a catastrophe which will be felt in our conscience. 
It will make us remember the dead in the sense 
that we will prefer to be among the dead, 
rather than to endure the warning.

Письменные ответы Кончиты на вопросы группы американцев. 14 сентября 1965 года. 

She Went in Haste to the Mountain. Book 3.
Chapter 11. (англ.)

## Великое «Чудо»
О «Чуде» Богородица сказала, что оно произойдёт
в четверг, в восемь тридцать вечера.
Этот день совпадёт с неким большим событием в Церкви,
а также со днём памяти святого,
который является мучеником за Евхаристию.
Оно будет видно всем людям в деревне и с окружающих гор.
Присутствующие больные будут исцелены и неверующие уверуют.
Это будет величайшее «Чудо»,
которое Иисус когда-либо совершил для мира.
Не будет ни малейшего сомнения,
что оно исходит от Бога и что это на благо человечества.
Там будет знамение,
которое останется навсегда,
которое можно будет видеть,
фотографировать, снимать на видеокамеру,
но его невозможно будет потрогать.
Я могу также добавить, что это произойдет между
восьмым и шестнадцатым числами месяца.
Это «Чудо» будет для каждого человека в мире.
Оригинальный текст (англ.)
About the Miracle, the Virgin said that it will take place 
on a Thursday night at eight-thirty 
and this day will coincide with an event in the church 
and the feast day of a saint who is a martyr of the Eucharist. 
It will be visible to all the people in the village and surrounding mountains. 
The sick who are present will be cured and the nonbelievers will believe. 
It will be the greatest Miracle Jesus has performed for the world. 
There will not be the slightest doubt that it comes from God and that it is for the good of mankind. 
There will be a sign that remains for all time which will be able to be seen, 
photographed or televised, but not touched.
I can also add that it will happen between 
the eighth and the sixteenth of the month. 
This Miracle will be for everyone in the world.

Кончита вспоминает события.
Conchita recalls events. 

Harry Daley. Miracle at Garabandal. Chapter 3. (англ.)

## «Наказание»
— Пожалуйста, расскажи нам всё, что можешь о «наказании»
и что будет чувствоваться, когда оно придёт. 

— «Наказание», если мы не изменимся, будет ужасное.
Лоли, Жасинта и я видели это,
но я не могу сказать в чём оно заключается,
так как я не имею позволения на это от Девы Марии.
Когда я видела это,
я ощущала страшный ужас,
несмотря на то, что в это же время я видела Пресвятую Деву
во всей Её красоте и неописуемой доброте.
Оригинальный текст (англ.)
— Please tell us what you can about the Chastisement,
and what will be felt when it is seen. 

— The Chastisement, if we do not change,
will be horrible. Loli, Jacinta and I have seen
it; but I’m not able to say in what it consists,
since I don’t have permission from the Virgin.
When I saw it, I felt a tremendous terror, in
spite of seeing the Virgin at the same time in all
her beauty and indescribable goodness!

Письменные ответы Кончиты на вопросы группы американцев. 14 сентября 1965 года. 

She Went in Haste to the Mountain. Book 3.
Chapter 11. (англ.)

## Позиция Римско-Католической Церкви
Епископат Римско-католической церкви начал исследование явлений в Гарабандале уже в 1961 году, но за этим не последовало никакого заключения,
подтверждающего или осуждающего явления. Вскоре после Второго Ватиканского Собора, 15 ноября 1966 года, папа Павел VI исключил из Кодекса канонического права статьи 1399 и 2318, запрещавшие публикацию материалов о явлениях Божией Матери без официального разрешения (имприматура) церковной иерархии.
Это позволило верующим активно интересоваться Гарабандальскими явлениями, не вступая в формальный конфликт с каноническим правом Католической церкви.
В 1985 году епископ Хуан Антонио Дель Валь Галло (Juan Antonio del Val Gallo), епископ Сантандера, в юрисдикции которого находится приход Гарабандала, снял запрещение католическим священникам на организацию официальных паломничеств
в Гарабандал. Последнее длительное исследование явлений проводилось в течение почти 7 лет
по указанию епископа Дель Валь Галло. Оно было завершено в 1991 году. Результаты исследования были представлены в Ватикан, в Конгрегацию доктрины веры. Ватикан до сих пор не сделал официального заключения, подтверждающего или осуждающего явления.
12 февраля 2007 года Кончита получила письмо от правящего архиерея Сантандерской епархии. В письме говорится:

Я хочу, чтобы Вы знали,
что я готов принять и рассмотреть
любую информацию о Гарабандале, и
я желал бы продолжать — до тех пор пока
наш Святой Отец
хочет, чтобы я служил в качестве
Апостольского Администратора — работу,
которую мои братья по епископскому служению
уже сделали по этой теме.
То, что я только что сделал — это разрешил
священникам посещать
Гарабандал и служить
Святую Мессу
в приходской церкви в любое время,
а также совершать
Таинство Исповеди
над всяким, кто хотел бы
получить отпущение грехов.
Оригинальный текст (англ.)
I want you to know that I am open to receiving and 
considering all information about Garabandal, 
and would like to continue — as long as our Holy Father 
wishes me to serve as Apostolic Administrator — the work that 
my brothers at the Bishopric have already done 
in reference to this subject. 
What I have just done is authorize the priests to go 
to Garabandal and hold Holy Mass at the Parish, 
at any desired time, and to administer 
the Sacrament of Reconciliation to anyone that wishes to receive it.

Письмо Кончите от 12 февраля 2007 года. 

Архиепископ овьедский Карлос Сьерра, действующий Апостольский администратор Сантандерской епархии.

Archbishop Carlos Sierra of Oviedo,
the acting Apostolic Administrator for the Diocese of
Santander. (англ.)